# Raúl Quijano
Raúl Quijano (León, España, 25 de octubre de 1971) es un músico, cantante, filántropo y productor español, miembro del grupo Café Quijano.

## Biografía

### Café Quijano
Inicia su carrera artística junto a sus hermanos Manuel y Óscar de la mano de Warner Music con el lanzamiento del primer álbum del mismo nombre de la banda: "Café Quijano" (1998) que incluye la colaboración del cineasta Ricardo Franco con el tema "Loco de Amor" y supone una posterior gira de más de 50 conciertos por España.
Con el lanzamiento en 1999 de su segundo disco "La extraordinaria paradoja del Sonido Quijano", alcanzan un éxito sin precedentes y se convierten en uno de los referentes de la música en Español a nivel internacional, siendo su primer sencillo "La Lola" número uno en emisoras de radio de más de 30 países.
Los dos años posteriores al lanzamiento de este álbum suponen una gira de conciertos de gran despliegue y numerosos actos, colaboraciones y reconocimientos entre los que se incluyen las dos nominaciones a Mejor Nuevo Grupo en los Latin Grammy Awards, Mejor Álbum de Rock Alternativo en los Grammy Academy Awards, convirtiéndose así en el primer grupo español en ser nominado al Grammy Americano. Destaca además su colaboración en el disco "Duetos" de Armando Manzanero con el tema "Esperaré", la inclusión del tema "Así se va" como banda sonora de la película Por la libre, o su participación en la película Torrente 2: Misión en Marbella de Santiago Segura, en la que además de aparecer junto a la modelo y actriz Inés Sastre, aportan un tema llamado "En mis besos".
2001 se convierte en el año de "La taberna del Buda" vendiendo cerca de un millón de copias. Producido por Humberto Gatica , coproducido por Kenny O'Brien y grabado en Los Ángeles, se compone de un elenco que demuestra la liga en la que Café Quijano juega en estos momentos, contando con el mismísimo David Foster al piano. "La taberna del Buda" traerá consigo una gira en 2002, haciendo sustentar al grupo el récord de Artista Español que más directos ha ofrecido en una sola gira, con más de un millón de espectadores como asistentes, recibiendo el Premio de la Academia de la Música a la mejor gira y el Premio Ondas. Este mismo año entre otras colaboraciones, participarán en la banda sonora de la película de Disney, Lilo & Stitch con la versión de Elvis Presley del tema "Burning Love", "Ardiente amor"
Tres años más tarde editan su cuarto álbum "¡Qué grande es esto del amor!" (2003), que incluirá colaboraciones de lujo como las de Celine Dion o Joaquín Sabina. En 2004, participarán en la gala homenaje a Carlos Santana, 2004 Latin Recording Academy "Person Of The Year" junto a otras estrellas del nombre de Herbie Hancock, Black Eye Peas, Fher, del grupo Maná, La Ley, Dave Matthews, Ozomatli, Robi Rosa, Rob Thomas o Julieta Venegas, vuelven a estar nominados al Latin Grammy 2004 por "¡Qué grande es esto del amor!" y componen el tema "Sírvame una copita" para la selección española de la Eurocopa 2004.
En 2008 se publica por parte de la compañía Warner "Grandes éxitos".
Después de ocho años en los que los miembros de la banda impulsan sus diferentes carreras en solitario, el 30 de octubre de 2012 se produce el lanzamiento de su quinto álbum de estudio: Orígenes: El Bolero , el cual se convierte en cuestión de horas en el número uno de álbumes más vendidos en iTunes España. Se trata de un álbum que rompe con el sonido de sus anteriores trabajos para ahondar en las raíces musicales de la banda y se compone de once boleros (doce en su edición digital) que suenan a los clásicos de toda la vida, con reminiscencias de Los Panchos y la música tradicional cubana, tratándose de composiciones actuales y genuinas, compuestas por ellos.
En esta ocasión repiten con el productor, y arreglista Kenny O'Brien, y con el músico Armando Manzanero que participa a dúo con los hermanos en el último tema del disco Quiero que mi boca se desnude

### Carrera en solitario

#### Trozos of Love
Tras una brillante trayectoria de diez años de éxitos, premios y actuaciones por todo el mundo con Café Quijano, y la decisión en 2007 de sus miembros de explorar nuevos caminos por separado, Raúl se dedica a viajar y escribir canciones embarcándose en el proyecto que culminará con el lanzamiento de su primer álbum en solitario Trozos Of Love en noviembre de 2009.
Grabado entre Miami y León, y producido por Mike Couzzi, Yaser González, Pepe López (Pájaro Sunrise) y el propio Raúl en los estudios de The Hit Factory (John Lennon, Madonna, Michael Jackson, Sting, Bob Dylan, Bruce Springsteen, Eric Clapton, James Brown...) Según palabras del propio artista, se trata de un álbum con un sonido muy alejado al de la banda, "más neutro", menos acústico, con bases más contundentes y electrónicas y de reminiscencias anglosajonas resultantes del tratamiento de las guitarras, la ecualización y mezcla final de la grabación. Un disco de amor que puede sonar a muchos sitios sin pertenecer a ninguno en concreto, escrito durante sus estancias alrededor del mundo en los cinco continentes en los últimos años y con la particularidad de estar cantado de forma bilingüe en español e inglés. Un disco que transmite estados de ánimo e inquietudes artísticas en el que juega un papel importante el factor sorpresa de la primera escucha.

#### Primer sencillo y videoclip: Miss You
Para la grabación del videoclip de este primer sencillo cuenta con el director y realizador fetiche de la industria del video musical en España, Marc Lozano, premiado por MTV, Festival Videoclub y Rock de Lux y estrecho colaborador de los principales artistas en el panorama indie nacional como Sidonie, Planetas o We Are Standard.
El concepto de Miss You, un tema de potentes guitarras cantado en español con estribillos íntegros en inglés,  junto a este vídeo cuyos coprotagonistas son unos zombis con Barcelona como telón de fondo, es otra muestra importante de la evolución que ha desarrollado la carrera de Raúl Quijano,  un salto al vacío hacia la trasgresión sin importar demasiado las fórmulas ya escritas y más que desgastadas en la industria.
En palabras del propio Marc "No buscábamos crear miedo, sino hacer una gamberrada"

#### Segundo sencillo y videoclip: Toma claro!!!
Para el lanzamiento en vídeo del segundo sencillo, repite realización con Marc Lozano, empleando esta vez como hilos conductores de fondo dos de sus grandes amores: El tenis y los escenarios más emblemáticos de su León natal. Un tema que escribió junto a su novia, la tenista nacional Anabel Medina a modo de declaración de intenciones de todo lo que no les gustaría ser ni decirse.

#### Gira promocional
El 24 de mayo de 2008, presenta un adelanto de su nuevo trabajo en solitario en el festival Valladolid Latino, ante más de 28.000 asistentes al evento y con una difusión internacional, llevada a cabo por una ambiciosa campaña por más de 160 medios latinoamericanos a través de Unión radio en Latinoamérica.
El 19 de abril de 2010 inicia su gira de conciertos con el mismo nombre "Trozos Of Love" en el Auditorio Ciudad de León, que le lleva por toda la geografía española, incluyendo un total de 9 ciudades de su comunidad autónoma, Castilla y León. La gira cuenta con el patrocinio de CyLTV y Diario El Mundo, formando parte asimismo de la campaña Marca Castilla y León " Tus ideas cobran vida".

#### Otras acciones y colaboración con fines benéficos
A lo largo de su carrera ha realizado diferentes acciones con fines benéficos, destacando entre las últimas su participación en el Partido por la Ilusión 2012, organizado cada año por el futbolista español Iker Casillas con el fin de fomentar el empleo juvenil. Otras acciones de este tipo lo han llevado a colaborar para recaudar fondos destinados a la casa de acogida Mehwar de Belén, en los territorios ocupados de Palestina (proyecto enmarcado en la campaña de la Plataforma por la paz en Oriente Medio), u ofrecer actuaciones sin ánimo de lucro, como es el caso de Festival Mundo Ético, cuyo fin es buscar una sociedad más justa, tratando temas como el respeto al medio ambiente, la vulneración de los derechos de las mujeres o las desigualdades socioeconómicas.
No deja de lado las acciones benéficas en el campo de las artes, la pintura, es otra de sus pasiones, posee una pequeña colección privada y patrocina uno de los premios de adquisición del Premio de pintura Camarote Madrid junto con su grupo de música Café Quijano y otras celebridades como el perdiodista Carlos Herrera y el humorista Leo Harlem.

### Vuelta a los escenarios en México con Café Quijano (2010)
En el mes de noviembre de 2010 se emite un comunicado de prensa que anuncia la vuelta de Café Quijano con motivo de la Feria Internacional del Libro en Guadalajara (México). El motivo no es otro que representar a su comunidad, Castilla y León en el que es uno de los eventos culturales de habla latina de mayor envergadura internacional. Con el lema en esta feria de "Castilla y León es vida", y "Castilla y León, cuna del español", Café Quijano ejercen nuevamente como embajadores de su tierra por el mundo.
El 27 de noviembre dentro de la programación de este evento, los hermanos ofrecen una rueda de prensa donde se plantea por parte de los medios convocados el rumor de una posible vuelta definitiva como formación. Aclarando que se trata esta de una cita puntual sin más planes por el momento, no cierran las puertas a un regreso de la banda en el futuro que depende de su felicidad, ya que si bien se sienten felices como hermanos, el hecho de compartir su trabajo como músicos es motivo de mayor orgullo y están cerca de determinar que su felicidad irá de la mano de su unión musical.
El 28 de noviembre Café Quijano ofrece un concierto ante más de 5000 personas en la explanada de la FIL, completando el aforo del recinto. En este repasan sus mayores éxitos y se reencuentran con su público en Guadalajara tras diez años desde su última visita en esta ciudad.

### Actualidad
Actualmente se encuentra en plena promoción de su quinto álbum de estudio Orígenes: El Bolero, con Café Quijano, en plena gira Orígenes: El bolero TOUR que ofrecerá numerosos conciertos por territorio nacional e internacional.

## Discografía

### Álbumes de estudio
- Café Quijano (1998)
- La extraordinaria paradoja del Sonido Quijano (1999)
- La taberna del Buda (2001)
- ¡Qué grande es esto del amor!  (2003)
- Grandes éxitos (2008)
- Trozos Of Love (2009)
- Orígenes: El Bolero  (2012)
- Orígenes: El Bolero V2  (2013)
- Orígenes: El Bolero V3  (2014)
- Orígenes: El Bolero En Directo  (2015)
- La vida no es la,la,la  (2018)
- Manhattan  (2022)
- Miami 1990  (2025)

### Otras colaboraciones
- Así se va Tema compuesto para la banda sonora de la película Por la libre (2000).
- Esperaré Colaboración para el álbum Duetos de Armando Manzanero (2001).
- En mis besos Tema compuesto para la Banda sonora de la película Torrente 2, Misión en Marbella (2001).
- Ardiente Amor  Versión del Burning Love de Elvis Presley para la Banda sonora de la película Lilo & Stitch de Disney (2002).
- Sírvame una Copita Tema de la Selección Española de Fútbol para la Eurocopa (2004).

## Premios
- Premios Amigo Mejor Artista Nacional por Café Quijano (2001)
- Premios Protagonistas Onda Cero  Premio especial (2001)
- Premios Fundación Clínica San Francisco (2002)
- Premios Españoles en el Mundo Mejor Artista Nacional (2002)
- Premios Ondas Mejor Artista Nacional (2002)
- Premios Turismo Castilla y León Mejor Artista en directo (2002)
- Premios El Norte de Castilla Premio Especial (2002)
- Premios Gredos Mejor Artista (2002)
- Premios de la Música Mejor Artista, Mejor Gira (2002)

## Nominaciones
- Premios de la Música 4 Nominaciones: Premio Mejor Canción por "La Lola" (2000)
- Latin Grammy Awards, Mejor Artista (2000)
- Premios Lo Nuestro en EEUU (2001)
- Grammy Academy Awards Mejor Artista (2001)
- Premios Amigo Doble nominación (2002)
- Premios Amigo Mejor Grupo Español (2003)
- Latin Grammy Awards Mejor Álbum de Rock de un Grupo por "Qué grande es esto del Amor" (2004)
- Latin Grammy Awards al mejor álbum de pop tradicional por  Orígenes el Bolero Vol. 2  (2014)
- Latin Grammy Awards a grabación del año, álbum del año por  Orígenes el Bolero Vol. 3  (2015)
- Latin Grammy Awards al mejor álbum del año por  Orígenes el Bolero Vol.3  (2015)
- Latin Grammy Awards al mejor álbum de pop tradicional por  Orígenes el Bolero Vol.3  (2015)
- Latin Grammy Awards al mejor productor del año por  Orígenes el Bolero Vol.3  (2015)